# Liste der Gemeindeverbände im Département Puy-de-Dôme
Das Département Puy-de-Dôme liegt in der Region Auvergne-Rhône-Alpes in Frankreich. Es untergliedert sich in 14 Gemeindeverbände.
Siehe auch: Liste der Gemeinden im Département Puy-de-Dôme

## Gemeindeverbände

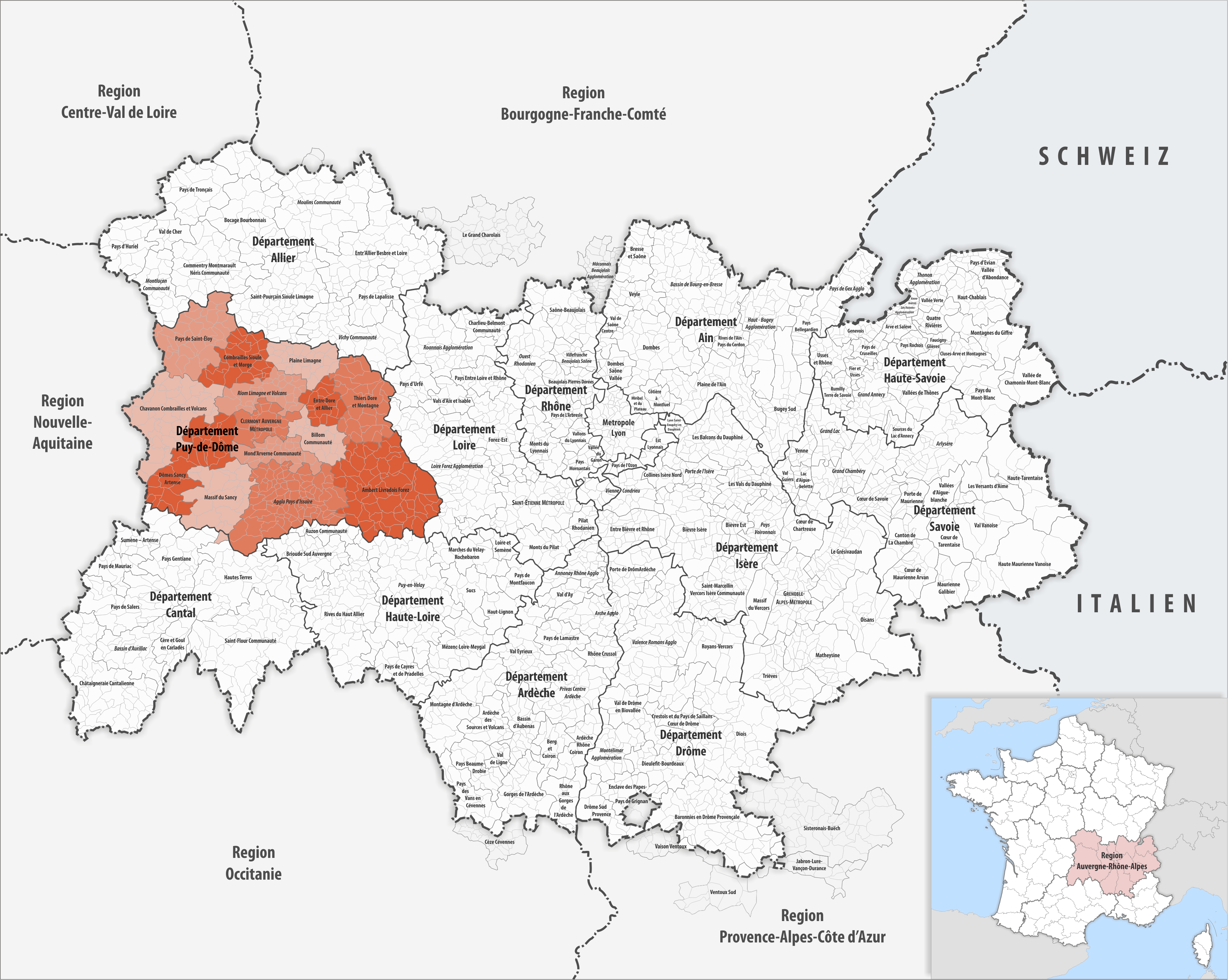
Gemeindeverbände im Département Puy-de-Dôme

| Gemeindeverband                 | Gemeinden im Départ./Verband | Einwohner 1. Januar 2022 | Fläche km² | Dichte Einw./km² | SIREN- Nummer | Rechtsform                 | Gründungsdatum    |
| ------------------------------- | ---------------------------- | ------------------------ | ---------- | ---------------- | ------------- | -------------------------- | ----------------- |
| Agglo Pays d’Issoire            | 87/87                        | 56.681                   | 1.017,85   | 56               | 200 070 407   | Communauté d’agglomération | 6. Dezember 2016  |
| Ambert Livradois Forez          | 58/58                        | 27.596                   | 1.229,82   | 22               | 200 070 761   | Communauté de communes     | 12. Dezember 2016 |
| Billom Communauté               | 25/25                        | 26.098                   | 276,48     | 94               | 200 067 627   | Communauté de communes     | 10. November 2016 |
| Chavanon Combrailles et Volcans | 36/36                        | 12.657                   | 840,09     | 15               | 200 071 215   | Communauté de communes     | 13. Dezember 2016 |
| Clermont Auvergne Métropole     | 21/21                        | 296.677                  | 300,62     | 987              | 246 300 701   | Métropole                  | 24. Dezember 1999 |
| Combrailles Sioule et Morge     | 29/29                        | 19.861                   | 427,02     | 47               | 200 072 098   | Communauté de communes     | 19. Dezember 2016 |
| Dômes Sancy Artense             | 27/27                        | 12.591                   | 690,71     | 18               | 200 069 169   | Communauté de communes     | 1. Dezember 2016  |
| Entre Dore et Allier            | 14/14                        | 19.687                   | 229,10     | 86               | 246 301 097   | Communauté de communes     | 18. Dezember 1998 |
| Massif du Sancy                 | 19/20                        | 9.576                    | 605,73     | 16               | 246 300 966   | Communauté de communes     | 10. Dezember 1999 |
| Mond’Arverne Communauté         | 27/27                        | 41.032                   | 307,32     | 134              | 200 069 177   | Communauté de communes     | 1. Dezember 2016  |
| Pays de Saint-Éloy              | 34/34                        | 15.464                   | 683,50     | 23               | 200 072 080   | Communauté de communes     | 19. Dezember 2016 |
| Plaine Limagne                  | 25/25                        | 21.410                   | 352,82     | 61               | 200 071 199   | Communauté de communes     | 13. Dezember 2016 |
| Riom Limagne et Volcans         | 31/31                        | 68.319                   | 401,82     | 170              | 200 070 753   | Communauté d’agglomération | 12. Dezember 2016 |
| Thiers Dore et Montagne         | 30/30                        | 36.767                   | 624,41     | 59               | 200 070 712   | Communauté de communes     | 12. Dezember 2016 |